# Diabliniec
Die Diabliniec ist ein Berg in der polnischen Westtatra mit 1241 Metern Höhe. 

## Lage und Umgebung
Die Diabliniec liegt in der polnischen Tatra im Tal Dolina Lejowa.

## Tourismus
Auf den Gipfel des Diabliniec führen keine markierten Wanderwege. Der Gipfel ist jedoch von den umliegenden Tälern gut einsehbar.
Als Ausgangspunkt für eine Besteigung der Wanderwege um den Gipfel eignen sich die Ornak-Hütte und die Chochołowska-Hütte.

## Belege
- Zofia Radwańska-Paryska, Witold Henryk Paryski, Wielka encyklopedia tatrzańska, Poronin, Wyd. Górskie, 2004, ISBN 83-7104-009-1.
- Tatry Wysokie słowackie i polskie. Mapa turystyczna 1:25.000, Warszawa, 2005/06, Polkart, ISBN 83-87873-26-8.